# خروج از جهنم
خروج از جهنم (به چینی: 逃出生天) یک فیلم فاجعه هنگ کنگی-چینی محصول سال ۲۰۱۳ به کارگردانی برادران پانگ که در ۳ اکتبر ۲۰۱۳ منتشر شد. این فیلم با بازی شان لائو، لوئیس کو و آنجلیکا لی است. داستان دربارهٔ یک آتش‌سوزی ساختمانی مرتفعی را در جنوب چین را فرا می‌گیرد و پس از آن مأموریت نجات توسط آتش‌نشانی شهر انجام می‌شود.

## داستان
دو برادر آتش‌نشان که برای خاموش کردن حریق در یک برج تجاری، خودشان به همراه تعدادی از ساکنین گیر افتاده‌اند و به دنبال راه خروج هستند و اما …